# Stazione di Eboli
La stazione di Eboli è una stazione ferroviaria a servizio dell'omonimo comune, situata sulla linea Battipaglia-Potenza-Metaponto, ed è una delle principali fermate dell'intera linea.
Questa stazione serve un discreto numero di passeggeri, per lo più studenti delle scuole superiori site in territorio urbano e lavoratori pendolari.
La stazione di Eboli è interessata da importanti lavori di riqualificazione iniziati a giugno del 2023 nell'ambito di un progetto di interventi di potenziamento infrastrutturale e di velocizzazione che RFI eseguirà su tutta la linea Battipaglia - Potenza utilizzando anche fondi PNRR.
I lavori, che interessano anche altre stazioni della tratta (Bella-Muro e Picerno), prevedono anche il miglioramento dell'accessibilità con la realizzazione di sottopassaggi pedonale, l’innalzamento dei marciapiedi (h. 55 cm come da standard europei) per facilitare salita e discesa dei passeggeri dal treno, la realizzazione di ascensori e percorsi pedo-tattili e l'ammodernamento delle pensiline e dovrebbero concludersi nel 2026.

## Storia
Nel passato la stazione era denominata Eboli - Campagna, poi alla fine degli anni 1960 la denominazione perse il nome Campagna, accorpato alla stazione successiva Serre - Persano.
La stazione di Eboli dal giorno 4 al giorno 8 maggio 1974, fu occupata, insieme all'autostrada Salerno - Reggio Calabria, da migliaia di persone che si ribellarono contro Ciriaco De Mita (uno degli uomini più potenti della Democrazia Cristiana di quei tempi), il quale decise di trasferire la realizzazione di uno stabilimento Fiat (previsto inizialmente a Eboli) a Flumeri, nella sua Irpinia.

## Movimento
La stazione dispone di tre binari, ed è servita da treni regionali Trenitalia svolti nell'ambito di servizio con la Regione Campania e da treni Intercity che la collegano con Roma e Taranto/Potenza.

## Servizi
La stazione, che RFI classifica nella categoria "Silver", offre i seguenti servizi:
- Biglietteria automatica
- Bar - Tabacchi
- Sala d'attesa
- Annuncio sonoro arrivo e partenza treni
- Parcheggio auto comunale a pagamento nelle immediate vicinanze.

## Interscambi
Nel piazzale esterno della stazione fermano gli autobus del servizio sostitutivo di Trenitalia con collegamenti giornalieri per Potenza, Lagonegro e Napoli.
- Fermata autobus[1][2]
- Stazione taxi